# Cyanallapoderus brazzavilensis
 Cyanallapoderus brazzavilensis es una especie de coleóptero de la familia Attelabidae.

## Distribución geográfica
Habita en el Congo.